# Apache OpenOffice Math
Apache OpenOffice Math, in precedenza OpenOffice.org Math, è un software libero per l'elaborazione e la creazione di formule matematiche, in modo simile a Microsoft Equation Editor.
Fa parte della suite di Apache OpenOffice.
Le formule create possono essere inserite direttamente all'interno di altri documenti di OpenOffice.org oppure esportate in PDF.